# Roland Wagner (Kameramann)
Roland Wagner (* 12. Juli 1964 in Schimborn) ist ein deutscher Kameramann.

## Leben
Roland Wagner studierte am Fachbereich Fotoingenieurwesen an der FH Köln mit Schwerpunkt Fotografie, Film- und Fernsehproduktion (Dozenten: Bersick, Heinz Wedewardt, Jaroslav Poncar). 1990 verfasste er seine Diplomarbeit am Institut für Rundfunktechnik (IRT) in München. Er arbeitete zunächst als Film-Kameraassistent bei Kino-, Fernseh-, und Werbefilmproduktionen. Seit 1996 ist er als Kameramann mit Schwerpunkt Dokumentarfilm tätig.
Für seine Dokumentation Black Diamond (Co-Regie mit Gunnar Walther) gewann er den Discovery Channel Award und wurde für den Deutschen Kamerapreis nominiert. Eine weitere Nominierung für den Deutschen Kamerapreis erhielt er für den Kino-Dokumentarfilm Memory Books (Grand Prix URTI Monte Carlo), der in Uganda gedreht wurde. Für diesen Film erhielt er auch den Medienpreis der Deutschen AIDS-Stiftung 2007/08. Mit Georg Stefan Troller drehte er den Dokumentarfilm Tage und Nächte in Paris mit Juliette Gréco und Catherine Deneuve.
Weitere wichtige Filme in seinem Schaffen sind die Dokumentarfilme To Tulsa and Back – On Tour with J. J. Cale über den Singer-Songwriter J. J. Cale, mit Eric Clapton, Christine Lakeland, Rocky Frisco, Jimmy Karstein, Mike Kappus, Bill Raffensperger u. v. a.), All you need is Klaus, über den „fünften Beatle“ Klaus Voormann, mit Ringo Starr, Carly Simon, Van Dyke Parks, Joe Walsh, Jim Keltner, Olivia Harrison u. v. a.), Only New Orleans – 10 Jahre nach Katrina, ein Film über die Musikszene in New Orleans, 10 Jahre nach der verheerenden Flutkatastrophe und die Dokumentation Goodbye Tibet, über die dramatische Geschichte von Flüchtlingskindern aus Tibet. Des Weiteren drehte er zahlreiche Dokumentationen für öffentlich-rechtliche Fernsehsender, insbesondere für das Format "360° ARTE-Reportage". Seit 10 Jahren bereist er mit seiner Kamera zunehmend Länder und Regionen, die durch Krisen und Krieg gezeichnet sind und von denen man nur Negativschlagzeilen kennt. In der Kaukasusregion bereiste er Abchasien und Berg-Karabach, kurz vor der Eroberung durch die aserbaidschanischen Streitkräfte im Jahr 2020. Ebenso bereiste er Moldawien und Transnistrien, Nachitschewan, Iran und Turkmenistan. Eine weitere Reise führte ihn in Ostafrika auf die Inseln der Komoren, nach Somalia und Djibouti. In jüngster Zeit bereiste er Saudi-Arabien, den Libanon und Syrien, Guinea-Bissau, Malawi, den Irak, Afghanistan und Jemen.
Regisseure, mit denen Roland Wagner zusammenarbeitete, sind u. a. Jörg Bundschuh, Georg Stefan Troller, Maria Blumencron, Mechthild Gassner, German Kral, Myriam Bou-Saha, Axel Brüggemann, Luigi Falorni, Martin Schacht, Christian Weisenborn, Michael Bully Herbig.
Roland Wagner lebt in München.

## Filmografie
- 1998–2000: Black Diamond (Dokumentarfilm)
- 2003: Peppers And Nudes – The Photographer Edward Weston (Dokumentarfilm)[9][10]
- 2004: Tage und Nächte in Paris (Dokumentarfilm)[11]
- 2004: To Tulsa and Back – On Tour with J. J. Cale (Dokumentarfilm)[12]
- 2006: Bangkoks krabbelnde Delikatessen (Dokumentarfilm)[13]
- 2006: Eileen Gray – Einladung zur Reise (Dokumentarfilm)[14]
- 2007: Memory Books (Dokumentarfilm)[15][16][17]
- 2007: Geklonte Kreaturen (Dokumentarfilm)
- 2008: Taipei 101 – Der Himmel über Taiwan (Dokumentarfilm)[18]
- 2008: Faszination Wolkenkratzer – Turning Torso (Dokumentarfilm)
- 2008: All You Need Is Klaus (Dokumentarfilm)[19][20][21]
- 2009: Goodbye, Tibet (Dokumentarfilm)[22]
- 2009: MRSA – Die verschwiegene Seuche (Dokumentarfilm)
- 2009: Das Salz der Inka (Dokumentarfilm)[23]
- 2009: Die letzten Kamelkarawanen der Sahara (Dokumentarfilm)[24]
- 2010: Islamic Economics I - From Bazar to Wall Street (Dokumentarfilm)[25][26]
- 2010: Islamic Economics II – The Price of Paradise (Dokumentarfilm)
- 2010: Flucht aus Tibet - Wie zwischen Himmel und Erde (Spielfilm, Standfotografie und Making-of)[27]
- 2012: Faszination Wolkenkratzer – Der Stern von Sendling (Dokumentarfilm)
- 2012: Indien, das größte Schulessen der Welt (Dokumentarfilm)
- 2013: Elbsandsteingebirge – Märchenwelt und Meisterwerke (Dokumentarfilm)
- 2013: Money in Minutes (Dokumentarfilm)[28]
- 2013: Vietnam, Kobra auf dem Teller (Dokumentarfilm)[29]
- 2014: Eishockey, Mädchentraum im Himalaya (Dokumentarfilm)
- 2014: Die Tango-Spelunken von Buenos Aires (Dokumentarfilm)[30]
- 2014: Die unglaubliche Reise der Familie Zid (Dokumentarfilm)[31][32]
- 2014: Verräterkinder – Die Töchter und Söhne des Widerstands (Dokumentarfilm)[33]
- 2014: Haindling – und überhaupts ... (Dokumentarfilm)[34]
- 2015: Kambodscha – Sithas große Waisenfamilie (Dokumentarfilm)
- 2015: Only New Orleans – 10 Jahre nach Katrina (Dokumentarfilm)[35]
- 2015: Die guten Feinde – mein Vater, die Rote Kapelle und ich (Kinodokumentarfilm)[36][37]
- 2015: Myanmar – per Zug durch die Zeit (Dokumentarfilm)[38]
- 2016: Highway zum Polarmeer – Kanadas Eisstraßen (Dokumentarfilm)[39]
- 2016: Die letzten Krokodile Venezuelas (Dokumentarfilm)[40]
- 2016: Ganz große Oper - Die Bayerische Staatsoper (Dokumentarfilm)[41][42]
- 2016: Die Tochter des Spions, (Dokumentarfilm, Studiodreh)
- 2016: Indien, heilendes Ayurveda (Dokumentarfilm)[43]
- 2016: Myanmars Bambusbrücke - Ein Dorf packt an! (Dokumentarfilm)[44]
- 2017: Mate-Tee, die Seele Argentiniens (Dokumentarfilm)[45]
- 2017: Megatrends im Dialog (Dokumentarfilm)
- 2017: Myanmar, die Marmorkünstler von Mandalay (Dokumentarfilm)
- 2018: Äthiopiens gefräßige Hochland-Affen (Dokumentarfilm)[46][47]
- 2018: Nachtblume (Musikvideo)
- 2018: Rooibos, der rote Tee Südafrikas (Dokumentarfilm)[48]
- 2018: Chatuchak, Bangkoks Riesenmarkt (Dokumentarfilm)
- 2018: Gattopardo – Die Geburt des Leoparden (Dokumentarfilm)[49][50][51]
- 2018: Wagner, Bayreuth und der Rest der Welt (Kinodokumentarfilm)[52][53]
- 2019: Japan, der Meister des Zen-Gartens (Dokumentarfilm)[54]
- 2019: Thaimassage, die Heilkunst der Buddhisten (Dokumentarfilm)
- 2020: Shutdown 2020 (Dokumentarfilm)[55][56]
- 2020: Italiens Kapern – Der Geschmack des Südens (Dokumentarfilm)[57]
- 2021: Schwerelos im Windkanal (Dokumentarfilm)
- 2021: Südkoreas magische Tempelküche (Dokumentarfilm)[58]
- 2021: Tempo und Leidenschaft – Argentiniens Polo-Spielerinnen (Dokumentarfilm)
- 2022: Die Rückkehr der Inflation - Die fetten Jahre sind vorbei (Dokumentarfilm)[59]
- 2022: Leben mit dem Tod: Ahnenkult auf Sulawesi (Dokumentarfilm)
- 2023: Argentinien - Die Winzerinnen von Mendoza (Dokumentarfilm)

## Auszeichnungen
- 2000: Discovery Channel Award (für Black Diamond)[60]
- 2000: Deutscher Kamerapreis: Nominierung in der Kategorie Dokumentarfilm (für Black Diamond)
- 2007/08: Medienpreis der Deutschen AIDS-Stiftung (für Memory Books)[61][62]
- 2008: Deutscher Kamerapreis: Nominierung in der Kategorie Dokumentarfilm (für Memory Books)[63]
- 2009: Nominierung Beste Fotografie, Sichuan TV Festival (für Memory Books)